# ريكاردو باروس (سياسي)
ريكاردو باروس (بالبرتغالية: Ricardo Barros‏) هو سياسي برازيلي، ولد في 15 نوفمبر 1959 بمارينغا في البرازيل. حزبياً، نشط في حزب الديمقراطيين ‏. انتخب federal deputy of Paraná ‏ خلال فترته النيابية ‏ (1 فبراير 2019 – ) وانتخب عضو مجلس النواب البرازيلي ‏ خلال فترته النيابية ‏ وانتخب عضو مجلس النواب البرازيلي ‏ عن دائرة Paraná ‏ وقد انضم خلال فترته النيابية ‏ للكتلة البرلمانية الحزب التقدمي.